# Сантана-да-Варжен
Сантана-да-Варжен (порт. Santana da Vargem) — муниципалитет в Бразилии, входит в штат Минас-Жерайс. Составная часть мезорегиона Юг и юго-запад штата Минас-Жерайс. Входит в экономико-статистический микрорегион Варжинья. Население составляет 8020 человек на 2006 год. Занимает площадь 172,729 км². Плотность населения — 46,4 чел./км².
Праздник города — 1 марта.

## История
Город основан 31 декабря 1962 года.

## Статистика
- Валовой внутренний продукт на 2003 год составляет 32 011 195,00 реалов (данные: Бразильский институт географии и статистики).
- Валовой внутренний продукт на душу населения на 2003 год составляет 4108,74 реалов (данные: Бразильский институт географии и статистики).
- Индекс развития человеческого потенциала на 2000 год составляет 0,749 (данные: Программа развития ООН).